# Zeszyty Majdanka
Zeszyty Majdanka – rocznik wydawany nieregularnie od 1965 roku w Lublinie. Wydawcą jest Państwowe Muzeum na Majdanku.
Pismo jest poświęcone historii obozu koncentracyjnego na Majdanku jak i historii Lubelszczyzny w latach II wojny światowej.